# André Barrais
André Barrais (Levallois-Perret, 22 de febrero de 1920-Plougastel-Daoulas, 15 de enero de 2004) fue un jugador de baloncesto francés. Fue medalla de plata con Francia en los Juegos Olímpicos de Londres 1948.